# نقد سوسيولوجي
النقد السوسيولوجي هو نوع من أنواع النقد الأدبي يسعى إلى فهم الأدب ووضعه في سياقه الاجتماعي الأوسع. ينظم النقد الاجتماعي الاستراتيجيات الأدبية المُستخدمة في تمثيل البنى الاجتماعية من خلال منهج اجتماعي. يحلل النقد الاجتماعي تأثير المجتمع على الأدب ودور الأدب في المجتمع. طور كينيث بيرك (منظر أدبي في القرن العشرين) هذا النوع من النقد الأدبي في مقالة «الأدب باعتباره أداة للحياة» التي توضح سمات هذا النوع من النقد وأهميته.
يستوحي النقد الاجتماعي أفكاره من النقد الجديد، إلا أنه يضفي عنصرًا اجتماعيًا كحال النظرية النقدية (مدرسة فرانكفورت)، ويعتبر الفن مظهرًا من مظاهر المجتمع، لا سيما الفنون التي تحتوي على تعبيرات مجازية وإشارات تنطبق مباشرةً على المجتمع القائم في وقت نشوءها. يرى كينيث بيرك أن الأعمال الفنية مثل الأعمال الأدبية هي «إشارات إستراتيجية للمواقف» تساعد القارئ على فهم الظروف الاجتماعية المحيطة بالعمل الفني و«التحكم بها إلى درجة ما».
أدى ظهور ذلك النوع من النقد إلى تعقيد نزعة النقد الجديد البسيطة التي تحث على قراءة النصوص بعناية دون أخذ الاستجابات العاطفية ونوايا المؤلف في عين الاعتبار. رغم أن بيرك كان يتجنب هو الآخر الخوض في الاستجابات العاطفية ونوايا المؤلفين، إلا أنه كان يرى أن الأعمال الفنية والأدبية ما هي إلا انعكاسات منهجية للمجتمع والسلوك المجتمعي. أدرك بيرك الطريقة التي توظف بها الأعمال الفنية ذلك التأثير بطريقة إستراتيجية في جميع أجزاء العمل الفني، ومن هنا يقترح بيرك وضع معايير للطرق التي يوظفها الفنانون والمؤلفون حتى نتمكن من دراسة الأعمال الفنية داخل سياقها المجتمعي.

## علم الاجتماع والأدب

### الأهمية
وضح أوستن هارينغتون الطرق الستة التي يمكن الاستعانة بها في فهم الفن من منظور اجتماعي في كتاب الفن ونظرية الاجتماع: 1) المنهج الإنساني التاريخي، 2) المنهج الماركسي الاجتماعي، 3) الدراسات الثقافية، 4) نظرية الفنون في الفلسفة التحليلية، 5) دراسات الفنون الأنثروبولوجية، 6) الدراسات التجريبية لمؤسسات الفن المعاصرة. تتصدى المناهج الاجتماعية المختلفة التي طورها هارينغتون لمناهج الفنون التقليدية والميتافيزيقية. يرى هارينغتون أن «المناهج الاجتماعية تتسم عامةً بحس أقوى بالشروط المادية، والتدفق التاريخي، والتنوع الثقافي الذي تتميز به مؤسسات الفن والعادات والخطابات الفنية».
يرى هارينغتون أن الأعمال الفنية تؤدي دور «مصادر الفهم المجتمعي المعيارية في حد ذاتها». كان كينيث بيرك مهتمًا بصفة خاصة بالطرق التي توضح بها تلك المصادر الفهم المجتمعي. لاحظ هارينتغون أن ثمة عدة طرق لدراسة الفن من منظور مجتمعي، وأن العنصر المجتمعي في غاية الأهمية نظرًا إلى أن الفن لا بد له من أن يحتوي على تعليقات وإشارات للمجتمع المعاصر. وبالتالي فإن النقاد الاجتماعيين مهتمون بدراسة دور تلك الإشارات والتعليقات في العمل الفني حتى يتسنى لهم تنظيم مناهجهم.

### الأنواع
ثمة تصنيفات فرعية عديدة للنقد الاجتماعي، ومن أبرزها النقد الماركسي والنقد النسوي.